# کارل اریک اولسون
کارل اریک اولسون (انگلیسی: Carl-Erik Ohlson؛ ۲۳ سپتامبر ۱۹۲۰ – ۲۴ دسامبر ۲۰۱۵ (aged 95)) قایقران، و قایقران قایق بادبانی اهل سوئد بود.